# Mbandjock (Makak)
Mbandjock est un village de la région du Centre du Cameroun, situé dans la commune de Makak. 

## Population et développement
En 1962, la population de Mbandjock était de 215 habitants. La population de Mbandjock est de 514 habitants lors du recensement de 2005. La population est constituée pour l’essentiel de Bassa.  